# Никита Печерски
Преподобни Никита Печерски је био хришћански светитељ. Он као монах, није послушао игумана, удаљио се из манастира и затворио у једну келију. Због непослушности је, према хришћанском веровању, Бог на њега пустио велико искушење. Једном када је Никита био на молитви, јавио му се ђаво у виду ангела светлог и рекао му: „Немој се више молити, него читај књиге, а ја ћу се молити за тебе!“ Никита је послушао, престао се молити и почео читати књиге. Читао је само Стари завет, а Нови завет никако није могао ни отворити, јер му то није дозвољавала сила ђаволска. Помоћу ђавола је и пророковао, и то само злочине, отмице, паљевине и остала злодела, која су ђаволу позната отуда што и он у њима учествује. Најзад, према хришћанском веровању, свети оци печерски су увидели да је Никита пао у ђаволску прелест, те су се почели молити Богу за њега. Никита се повратио, увидео пропаст у којој је био, покајао се горко за непослушност и гордост, и управио се правим путем. После дугог кајања и многих суза, Бог му је опростио и даровао га даром чудотворства. Умро је 1108. године.
Српска православна црква слави га 31. јануара по црквеном, а 13. фебруара по грегоријанском календару.